# Langemarck-Studium
Das Langemarck-Studium war ein Begabtenförderungsprogramm von 1934 bis 1944 zum Erwerb der Studienberechtigung an einer deutschen Hochschule. Dadurch sollten „besonders begabte Volks- und Mittelschüler zur Hochschule“ geführt werden. Das Projekt bestand aus einer „Vorstudienausbildung“ zum Erwerb der Studienberechtigung und dem sich anschließenden (Wunsch-)Studium an einer zugewiesenen Hochschule. Die Förderung erfolgte sowohl in der Vorstudienausbildung als auch im darauf folgenden (regulären) Studium durch die (zur NSDAP gehörende) Reichsstudentenführung. Eine (Selbst-)Bewerbung war nicht möglich, vorschlagsberechtigt war nur die NSDAP und besonders bestimmte Nebenorganisationen der Partei (später, während der Zeit des Zweiten Weltkriegs, auch die deutsche Wehrmacht), eine besondere Prüfung der politischen Zuverlässigkeit (politisch einwandfrei) war deshalb nicht erforderlich. Die Finanzierung des Studiums wurde von der Reichsstudentenführung in Zusammenarbeit mit dem Reichsstudentenwerk sichergestellt.
Die rechtliche Möglichkeit eines Hochschulzugangs ohne eine schulische Laufbahn (mit dem Abschluss der Matura- oder Abiturprüfung) gab es schon früher (bis in die 1850er Jahre durch die Universität selbst) und erneut seit 1922 durch ein Zeugnis des preußischen Kultusministeriums (dieser zunächst nur in Preußen geltenden Vorschrift haben sich die anderen deutschen Länder bis 1930 angeschlossen). Die Behörden nutzen während der Zeit des Nationalsozialismus diese Rechtsvorschriften für ihr Vorgehen, erst ab 1938 erfolgte eine neue (reichseinheitliche) Regelung.
Der Name war von dem Langemarck-Mythos entlehnt, den zahlreiche kaisertreue, deutschnationale und ähnlich eingestellte Studentenverbände bereits kurz nach dem Ersten Weltkrieg während der Weimarer Republik pflegten und der während der nationalsozialistischen Zeit weiter gefördert wurde. In der Nähe des Dorfes Langemarck (Schreibweise wie aus dem Heeresbericht; amtlich ab 1945 Langemark) in Westflandern (Belgien), nahe am Dorf Bikschote (heute ein Ortsteil von Langemark-Poelkapelle), soll 1914 ein vorwiegend aus jungen deutschen Freiwilligen bestehendes Regiment, von den Briten als „schoolboy regiment“ bezeichnet, in einer blutigen Schlacht zwar nur sechs Maschinengewehre erbeutet, aber 2 000 Gefangene gemacht haben. In der Nähe von Langemark nach dem Ort Diksmuide zu liegt einer der drei zentralen deutschen Soldatenfriedhöfe in Westflandern.

## Vorauslese, Auslese, Ausleselager
Die Auslese der Begabtesten und Tüchtigsten war die Hauptaufgabe des Langemarck-Studiums (…für finanziell Benachteiligte aber Linientreue…), um diese über den Weg einer besonderen Erziehung der Volksgemeinschaft … als wertvolle Mitarbeiter zur Verfügung zu stellen. Zunächst erfolgte eine sog. Vorauslese, eine Entscheidung nach Aktenlage, ehe der Bewerber in ein Ausleselager „einberufen“ wurde. In dem Lager wurde über die Aufnahme in das Studium oder über eine „anderweitige“ Förderung entschieden. Gegen die Entscheidung gab es kein Rechtsmittel. Der Leiter des Langemarck-Studiums entschied auch über den Ort des Ausbildungslehrgangs und den Zeitpunkt der Einberufung.

## Vorstudienausbildung und Hochschulstudium
Das Studium gliederte sich in die Vorstudienausbildung mit Zwischenprüfung, die Begabtenprüfung und das anschließende erstrebte Hochschulstudium. Die Berechtigung galt nur für ein bestimmtes Fachgebiet und war für begabte junge Männer aus „allen Schichten, Ständen und Berufen“ bestimmt. Sowohl die Vorstudienausbildung als auch das anschließende Hochschulstudium waren für Mittellose kostenfrei. Organisiert wurden die Förderungsmaßnahmen in der Zeit zwischen 1934 und 1938 unter der Bezeichnung „Vorstudienausbildung“ und von Ende 1938 bis Ende 1944 unter der Bezeichnung Vorstudienausbildung des Langemarck-Studiums.
Die Vorstudienausbildung war eine drei Semester (eineinhalb Jahre) dauernde Gemeinschaftserziehung in einem Lehrgang an einer Hochschule. Die Lehrgänge fanden 1934/36 nur an zwei Universitäten statt (Heidelberg und Königsberg); nach und nach kamen immer weitere Hochschulen hinzu: 1942 waren es Heidelberg, Schloss Bledau in Ostpreußen, Hannover (Villa Simon), Stuttgart, Rostock, Halle (Saale), Radebeul bei Dresden, Jena, Wien, Berlin und Prag. Die Ausbildung erstreckte sich auf Fächer der Oberschule, körperliche Ertüchtigung und Wehrerziehung.
Spätestens ab 1942 änderten sich die Vorschriften wesentlich (auch formell durch Runderlass des Reichsministers für Wissenschaft, Erziehung und Volksbildung), so dass man zeitlich von einer Vorstudienausbildung I (1934–1941) und einer Vorstudienausbildung II (1942–1944) sprechen kann; der zweite Teil des Studiums (die Studienförderung des Hochschulstudiums) änderte sich nicht.

## Kosten der Vorstudienausbildung
Die Kosten der Vorstudienausbildung einschließlich sämtlicher Lebenshaltungskosten wurden bei Mittellosigkeit des Bewerbers aus Mitteln des Langemarck-Studiums (= NSDAP) getragen. Ein Zuschuss der Eltern (Taschengeld) wurde erwartet. In der Vorstudienausbildung, die mit der Zulassung zum Hochschulstudium abschloss, werde eine Erziehung verwirklicht, die den Grundsätzen echter Bildung und nationalsozialistischer Menschenführung entspreche (unter Berufung auf Punkt 20 des Parteiprogramms sei es selbstverständlich, dass die Erziehung sowohl in der Vorstudienausbildung als auch in der Hochschule kostenlos sei).

## Geschichte der Vorstudienausbildung I

### Entwicklung zwischen 1934 und 1938: Probephase
1934 übernahm die Hitler-Jugend (HJ) die bisher von bürgerlichen Kreisen (Jugendbewegung, Studentenschaft, Hochschulen und Reichswehr) gepflegten Langemarck-Feiern und die Langemarck-Spende. 1934 wurde die Vorstudienausbildung erstmals an den beiden Universitäten Heidelberg und Königsberg ausprobiert (für 40 bis 50 junge Männer ohne Reifeprüfung [heute: Abiturprüfung], die auf das Hochschulstudium vorbereitet werden sollten). Am 5. November 1936 wurde das Amt des Reichsstudentenführers geschaffen; einen Tag danach, am 6. November 1936, wurden die Deutsche Studentenschaft (DSt) und der Nationalsozialistische Deutsche Studentenbund (NSDStB) der neu gegründeten Reichsstudentenführung unterstellt (fünf Monate später, im April 1937, wurde die Reichsstudentenführung ein Hauptamt der NSDAP). Der Reichsstudentenführer Gustav Adolf Scheel förderte Ulrich Gmelin, der 1938 zum Beauftragten für Vorstudienausbildung ernannt wurde und damit auch ab 1. September 1938 Leiter des Langemarck-Studiums war. Die Vorstudienausbildung wurde z. T. noch unter dem Namen Horst-Wessel-Studium geführt, bevor sie 1938 nur noch als Langemarck-Studium propagiert wurde.
Ab 1937 begann eine verstärkte Werbung für die Vorstudienausbildung. Es waren weitere Universitäten für das Projekt gewonnen worden und am 9. Dezember 1937 hatte der Reichsstudentenführer eine Steigerung der Anzahl der Langemarck-Studenten auf 1.000 Mann pro Jahr verkündet. Grund dafür wird wohl auch die ständig sinkende Zahl der Studierenden an wissenschaftlichen Hochschulen gewesen sein; Ende 1938 gab es nur drei Hochschulen, an denen Vorstudienausbildung betrieben wurde (Heidelberg, Königsberg und Stuttgart), Ende 1938 wurde ein neuer Lehrgang in Hannover eingerichtet. Die Finanzierung der dortigen Vorstudienausbildung wurde aus Mitteln der Stadt und der Wirtschaft Hannovers und des Gaues Südhannover-Braunschweig (Gauleiter war Bernhard Rust, von 1934 bis 1945 auch Reichsminister für Wissenschaft, Erziehung und Volksbildung) getragen.

### Art und Weise der Vorstudienausbildung
Im Gegensatz zu den Teilnehmern der Begabtenprüfung und denen der Sonderreifeprüfung, die sich selbst die Grundlagen ihres Wissens erarbeitet und sich individuell auf die jeweilige Prüfung vorbereitet hatten, war die Vorstudienausbildung keine individuelle, sondern eine Gemeinschaftsausbildung. Die Vorstudienausbildung der Reichsstudentenführung (der Ausdruck Langemarck-Studium taucht vor 1938 selten auf) hatte die Aufgabe, begabten jungen Volksgenossen, die nicht die erforderliche Vorbildung für die Hochschule besitzen, diese Vorbildung im Rahmen einer Gemeinschaftsausbildung zu vermitteln.
Ziel der Vorstudienausbildung war es nicht, den Teilnehmern Abiturwissen zu vermitteln, denn dies entsprach nicht den Anforderungen der angestrebten Prüfung, der Begabtenprüfung. Ein Schwerpunkt war die politische Bildung im nationalsozialistischen Sinne, wie Ulrich Gmelin hervorhob: „Im Mittelpunkt stehen die Gebiete, auf denen das Verständnis der nationalsozialistischen Weltanschauung beruht: das Wissen um Rasse, Volkstum und Geschichte.“

### Aufnahme nur auf Vorschlag
Persönliche Bewerbungen waren nicht möglich, vielmehr musste der Bewerber von der NSDAP (ihren Gliederungen und der angeschlossenen Verbände) oder der Wehrmacht der Reichsstudentenführung vorgeschlagen werden (bis zum 1. Mai jeden Jahres). Für den Vorschlag gab es ein besonderes Formblatt. Mit dem Vorschlag der Organisation waren seitens des Bewerbers, die Bewerbung mit zwei Fotos, das letzte Schulzeugnis und einen ausführlichen Lebenslauf in Hand- und Maschinenschrift einzureichen. Aus dem Lebenslauf sollte der bisherige Bildungsgang, die bisherige politische Laufbahn (Dienstleistungszeugnis) und die zukünftigen beruflichen Ziele genau erkennbar sein. Ferner war ein ausführliches Gutachten des Reichsarbeitsdienstes (RAD) und der Wehrmacht und ein ausführliches Gutachten über die politische Tätigkeit des Bewerbers beizufügen. Der Vorschlag war an die Reichsstudentenführung in München zu richten.
Voraussetzungen für die Aufnahme in die Vorstudienausbildung:

Aufgenommen konnte jeder Deutsche werden,
- der überdurchschnittlich begabt war und
- eine hervorragende charakterliche Haltung nachwies. Der Bewerber musste
- körperlich gesund und leistungsfähig sein,
- sich politisch und weltanschaulich in den Gliederungen der NSDAP bewährt haben und
- zwischen 18 und 24 Lebensjahre alt sein.

Die angenommenen Bewerber mussten sich verpflichten, an der Abschlussprüfung teilzunehmen. Die Arbeitsdienst- und Wehrdienstpflicht sollte erfüllt gewesen sein.
Da nur etwa 10–20 Prozent der Kandidaten aufgenommen wurden und politische Kriterien bei der Auswahl der Stipendiaten eine große Rolle spielten, „herrschte in den Ausleselagern ein oft grotesk wirkender Eifer, politische Zuverlässigkeit unter Beweis zu stellen.“

### Prüfungen und Hochschulzugang
Die Vorstudienausbildung umfasste einen anderthalbjährigen Lehrgang, der am 1. November eines jeden Jahres begann. Nach einjähriger Ausbildung fand eine Zwischenprüfung statt; wer diese bestand, konnte danach als Gasthörer in dem von dem Bewerber gewählten Hauptfach bei der Hochschule der Ausbildungsstätte zugelassen werden. Wer die Zwischenprüfung bestanden hatte, unterzog sich – entsprechend seiner Verpflichtung – nach einem weiteren Halbjahr der Begabtenprüfung. Die Prüfer für die Zwischenprüfung wurden von Fall zu Fall durch den Reichsminister für Wissenschaft, Erziehung und Volksbildung bestimmt. Die Begabtenprüfung richtete sich anfangs in Heidelberg (Baden) nach den badischen Vorschriften und in Königsberg (Ostpreußen) nach den von der (preußischen) Prüfungsstelle für die Zulassung zum Universitätsstudium ohne Reifezeugnis erlassenen Vorschriften. Beide Staaten hatten ihre Prüfungen gegenseitig anerkannt. Ab 1938 galt (reichseinheitlich) die Ordnung der Prüfung für die Zulassung zum Studium ohne Reifezeugnis an den deutschen Hochschulen.

### Kostenträger
Die vollständige Finanzierung (Vorstudienausbildung und das gewählte Hochschulstudium) erfolgte durch das Reichsstudentenwerk, wenn der Bewerber völlig mittellos war. Dazu musste dieser bei der Bewerbung nicht nur die Einverständniserklärung des Erziehungsberechtigten vorlegen, sondern auch behördliche Vermögens- und Einkommensnachweise des Unterhaltspflichtigen sowie dessen Erklärung, ob er in der Lage ist, zu der Ausbildung Zuschüsse zu leisten.

### Entwicklung zwischen 1938 und 1941
Nach der Ernennung Gmelins zum Leiter des Langemarck-Studiums 1938 verstärkte die Reichsstudentenführung ihre Bemühungen, reichsweit mehr Nicht-Abiturienten einer Hochschule zuzuführen („die Schranken vor der Hochschule für Jungarbeiter und Jungbauern … fortzuräumen!“). Das Langemarck-Studium sei aus den Bedenken heraus konzipiert worden, „daß die Hochschulen bis zu diesem Zeitpunkt noch immer keine nationalsozialistischen Auslesegrundsätze für das Studium geschaffen hatten.“ Es ging darum, die Hochschulen in ihrer soziologischen Struktur aufzubrechen. Entsprechend war die Propaganda für das Projekt: Der Deutsche Hochschulführer von 1939 enthält ausführliche Informationen. 1940 wurde Gmelin Leiter des Verbindungsamtes der Reichsstudentenführung. Es wurde aber auch durch Plakate geworben. Tatsächlich wurde das Ziel, jedes Jahr 1000 Langemarck-Studenten an die Hochschulen zu schicken, nie erreicht. Das Reichsfinanzministerium war nicht bereit, mitten im Krieg große Summen für diesen Zweck zu bewilligen. Außerdem handelte es sich bei den Langemarck-Stipendiaten überwiegend um junge Männer im wehrpflichtigen Alter, die während des Krieges oft eingezogen wurden, bevor sie die Vorstudienausbildung beendet hatten.
Ab April 1941 wurde Gmelin im Amt Wissenschaft im Reichsministerium für Wissenschaft, Erziehung und Volksbildung nebenamtlicher Referent, wo er ebenfalls Aufgaben für das Langemarck-Studium wahrnahm. Kurz darauf, im Mai 1941, erfolgte seine Ernennung zum Vertreter des Reichsstudentenführers im Kriege. Nach den „heimgekehrten“ deutschen Hochschulen (Danzig, Posen, Prag, Brünn, Straßburg) gab es bald auch deutsche Hochschulen außerhalb des Reiches (Tartu, Universität Lettlands in Riga).
Die Kürze der Ausbildung, Fächerkonzentration, Beschränkung des fremdsprachlichen Ausbildungsanteils, Kooperation mit den Hochschulen, fachliche und zeitliche Beschränkung des Prüfungsablaufs waren wichtige Merkmale für den Durchstieg junger Erwachsener mit Volks- und Mittelschulabschluss zum Hochschulstudium.

### Sonderurlaub für Soldaten
Soldaten konnten Studienurlaub bekommen, und zwar bis 15. März 1942. Das galt allerdings nur für Soldaten, die am 15. November 1941 mindestens drei Jahre aktiv Wehrdienst geleistet hatten (zum aktiven Wehrdienst rechnete nicht die Zeit im Reichsarbeitsdienst), und zwar für: … f) Soldaten, die für die Vorstudienausbildung des Langemarck-Studiums vorgesehen sind, soweit sie Geburtsjahrgang 1921 oder älter angehören.

## Geschichte der Vorstudienausbildung II

### Entwicklung zwischen 1942 und 1944: Neue Schwerpunkte
Bei Ausbruch des Zweiten Weltkriegs war die Zahl der Studenten auf 10 % gegenüber der Zahl von 1923 gesunken. Diese Entwicklung war nicht nur kriegsbedingt; große Teile der Schulabgänger sahen ihre Chancen nicht mehr im Universitätsstudium, sondern in anderen Möglichkeiten der beruflichen Karriere. Wohl auch deshalb fand 1942 eine grundlegende Änderung statt, denn am 13. Mai 1942 forderte das Reichserziehungsministerium in einer Denkschrift eine stärkere Zusammenarbeit zwischen den Volks- und Hauptschulen und dem Langemarck-Studium, nachdem schon vorher die wesentlichen Leitlinien in dem Runderlass Nr. 261 vom 2. April 1942 vorgestellt worden waren.

### Ausgangslage 1942
Nach Ansicht des Reichserziehungsministers seien in den vergangenen sechs Jahren „erzieherische und schulische Leistungen nachgewiesen worden, die schon der Zahl der erfaßten Teilnehmer nach beweisen, dass es sich dabei nicht um künstlich hochgezüchtete Einzelfälle handelt, sondern um eine Bildungsmöglichkeit, die einem größeren Kreis offenstehen muß. … Insbesondere werden dadurch die fähigen Nachwuchskräfte der Landjugend in den Stand gesetzt, als Diplomlandwirte und Diplomforstwirte den großen Aufgaben zu dienen, die die kulturelle und technische Aufrüstung des deutschen Dorfes stellt.“ Die Zusammenarbeit zwischen dem allgemeinen Schulwesen und dem Langemarck-Studium müsse weiter gefördert werden, dazu sollten die Volks-, Haupt- und Mittelschulen sowie die Berufsschulen und landwirtschaftlichen Schulen verstärkt von ihrem Vorschlagsrecht Gebrauch machen, die höheren Schulen Hilfsmitteln und Einrichtungen zur Verfügung stellen und Lehrer abordnen und austauschen.
Der Völkische Beobachter feierte das Langemarck-Studium als „das bürgerliche Bildungsmonopol zugunsten einer neuen NS-Elite aufbrechende Stipendien-Programm“ als Denkmal der Tat. Ulrich Gmelin sah es 1944 als Verwirklichung des Rechts auf Bildung im völkischen Sozialstaat.
Für die staatliche Betreuung des Programms hatte der Reichsminister für Wissenschaft, Erziehung und Volksbildung (REM) gegenüber der früheren Regelung einen Inspekteur und einen Vize-Inspekteur (insbesondere für die Zwischen- und Abschlussprüfungen) bestellt, auch um die ab 1938 angestrebten 1.000 Mann jährlich auszubilden und zu prüfen.

### Nur Männer zwischen 17 und 24 Jahren
Auch das (neue, veränderte) Langemarck-Studium beschränkte sich ausschließlich auf junge Männer im Alter von 17–24 Jahren. Die Meldung von Mädchen war – „nach wie vor“ – nicht vorgesehen („in Anbetracht der besonderen Struktur des Langemarck-Studiums“).

### Nur Volks-, Haupt- und Mittelschüler
Schüler einer höheren Lehranstalt und Abiturienten wurden nicht aufgenommen. Dagegen war die Aufnahme von Schülern von Berufsschulen (gewerblichen oder landwirtschaftlichen) und von Schülern der einjährigen Fachschulen für Landwirtschaft, Garten-, Gemüse-, Obst- und Weinbau erwünscht.
Voraussetzung waren neben einer überdurchschnittlichen geistigen Begabung und hervorragenden Leistung und Bewährung in Berufsausbildung und Beruf,
- Klarheit über das erstrebte Studium und Berufsziel, das sich im Allgemeinen aus der bisherigen Beschäftigung ergeben muss,
- tadellose charakterliche Haltung,
- besondere politische und weltanschauliche Bewährung in der NSDAP und ihren Gliederungen,
- volle körperliche Gesundheit und Leistungsfähigkeit.[38]

In der vor 1942 geltenden Fassung des Merkblattes waren noch die volle körperliche Leistungsfähigkeit (für Kriegsversehrte galten besondere Bestimmungen) und erbbiologische Hochwertigkeit gefordert (so sollten sich die Bewerber einer vererbungs- und rassekundlichen Vorprüfung und einer erbbiologischen Untersuchung unterziehen) sowie als Ersatz für die Voraussetzung der Nr. 4 (Bewährung in der NSDAP oder ihrer Gliederungen) eine hervorragende Bewährung in der Wehrmacht.

### Bewerbung
Selbstbewerbungen waren „in der Regel“ nicht möglich. Der Bewerber musste von anderen vorgeschlagen werden, z. B. von der NSDAP, von deren Parteigliederungen (SA, SS, NSKK, NSFK, HJ und NSDStB), den angeschlossenen Verbänden (Deutsches Frauenwerk, DAF, NS-Kriegsopferversorgung, NSD, Nationalsozialistischer Deutscher Ärztebund, NS-Lehrerbund, NS-Beamtenbund, NSRB, NS-Reichskriegerbund), der Wehrmacht, dem Reichsarbeitsdienst (RAD) und staatlichen Dienststellen.

#### Berufsausbildung als Voraussetzung
Nach der Neuregelung sollten den Langemarck-Studenten künftig alle Hochschulen und Studienzweige offenstehen. Grundregel sei aber immer, dass der Absolvent der Volks-, Haupt- und Mittelschule zuerst einen Beruf erlernt und sich darin bewährt haben müsse. Während es bisher die Aufgabe des Langemarck-Studiums gewesen sei, die „Kluft zwischen dem Abschluss der Volksschule und der Reifeprüfung als der Zulassungsvoraussetzung für die Hochschule“ zu schließen, kämen mitten im Krieg zwei neue Aufgaben hinzu: die Vorstudienausbildung für die Staatliche Akademie für Technik in Chemnitz (u. a. die Flugtechnische Arbeitsgemeinschaft) und die Gewinnung geeigneter Männer in den Niederlanden und in Flandern.

#### Öffnung für bestimmte Ausländer
Das Studium war nun nicht mehr auf Deutsche beschränkt, Niederländer und Flamen wurden ab Mai 1942 ebenfalls „auf das Abitur vorbereitet“ (Villa Simon in Hannover), um anschließend auf Kosten des Langemarck-Studiums an deutschen und niederländischen Hochschulen zu studieren. Die jungen Flamen sollten tiefer in das nationalsozialistische Ideengut eindringen und mit dem kulturellen Leben Deutschlands bekannt gemacht werden.
Nach dem Lehrgang für Flamen und Niederländer (in Hannover) kam es im Herbst zu einem zweiten Ausländerlehrgang des Langemarckstudiums für 24 norwegische Langemarckstudenten (in Rostock). Er sollte dazu beitragen, die Zusammenarbeit der germanischen studierenden Jugend zu vertiefen und der Universität Rostock (Lehrgangsort) ihre alte Bedeutung als Brücke zum Norden wiederzugeben.
Die Ausländerbeteiligung wurde von der politischen Propaganda gebührend herausgestellt. Der Führer der dänischen Nationalsozialisten, Frits Clausen, begründete die Öffnung der Vorstudienausbildung für Ausländer wie folgt: „Der hier beschrittene Weg baut auf der für alle jungen Deutschen gleichen Grundschulung in Volks-, Mittel- und Hauptschule, auf der daran anschließenden praktischen Berufstätigkeit und auf der sich durch beide Zeitabschnitte ziehenden politisch-weltanschaulichen Grundformung durch die HJ auf. Wer sich unter diesen, für alle einigermaßen gleichen Bedingungen besonders bewährt hat, wer hier in Praxis und Theorie seinen Mann gestanden hat, wer hier seine Aufgeschlossenheit für die Grundsätze nationalsozialistischer Lebenshaltung bewiesen hat, insgesamt also für eine beruflich und politisch gesteigerte Ausbildung und Verwendung qualifiziert erscheint, der soll über die Vorstudienausbildung zum Fach- oder Hochschulstudium kommen“.

#### Öffnung für Frauen
Im Widerspruch zum offiziell verkündeten, konservativ-reaktionären Frauenbild der Nationalsozialisten, das … Frauen auf die Mutterrolle reduzieren wollte, nahm die Zahl weiblicher Studierender in der NS-Zeit zu. Das Gesetz gegen die Überfüllung deutscher Schulen und Hochschulen hatte den Anteil weiblicher Studierender zwar auf zehn Prozent begrenzt, dies ließ sich aber nicht dauerhaft durchsetzen: Für die um 1930 im Studentinnenalter befindliche Frauengeneration war das prinzipielle Recht, studieren zu können, das erst um die Wende zum 20. Jahrhundert in harten Auseinandersetzungen erkämpft worden war, bereits selbstverständlich geworden.
Mit Kriegsbeginn erhöhte sich vor allem im naturwissenschaftlich-technischen Bereich der Bedarf an Absolventen, was weiblichen Studierenden und angehenden Wissenschaftlerinnen zugutekam. Deshalb sind anscheinend auch Frauen in der Zeit nach 1942 zum Langemarck-Studium zugelassen worden. Jedenfalls enthält der Deutsche Hochschulführer ab 1943 auch einen Beitrag zur Vorstudienausbildung für Frauen. Die Universität Königsberg (Pr.) soll noch im Sommer 1944 ein „Ausleselager“ für „Abiturientinnen“(?) eingerichtet und dem Reichserziehungsministerium berichtet haben.

## Nachfolgeeinrichtungen
Die Idee einer Vorstudienausbildung für ein Hochschulstudium ohne Reifezeugnis setzte sich auch nach 1945 fort. In der SBZ entstanden 1946 Vorstudienanstalten, die 1947 als Vorstudienabteilungen an den jeweiligen Hochschulen und nach der Gründung der DDR zu Arbeiter-und-Bauern-Fakultäten wurden.

## Bekannte Langemarck-Studenten
- Leo Brawand (1924–2009), Chefredakteur des Spiegel, Herausgeber des Manager Magazins
- Werner Fischer (Politiker, 1925) (1925–1998), MdL in Hessen (NPD)
- Karl Ernst Schleinzer (1924–1975), Verteidigungsminister (ÖVP), Landwirtschaftsminister in Österreich